# Vicepresidente de Gambia
El Vicepresidente de Gambia es el segundo cargo político más alto de Gambia, después del Presidente. El puesto fue creado el 24 de abril de 1970, luego de la declaración de la República. 
La vicepresidencia esta actualmente Muhammad B.S. Jallow desde 24 de febrero de 2023.

## Antecedentes
En 1961 Gambia obtuvo el autogobierno de la Corona británica. El jefe del gobierno, y por ende el segundo cargo más importante del país, estaba en manos del Ministro jefe (elegido por sufragio), que a partir de 1962 se denominará Primer ministro de Gambia. 
Con la independencia de Gambia en 1965 se establecerá una monarquía parlamentaria con Isabel II como jefa de Estado, representada a través de un Gobernador General que ejercía la mayor parte de los poderes del monarca. El gobierno quedaba en manos del Primer ministro de Gambia.
En 1970 se establece la república y el presidente asume los roles de jefe de Estado y jefe de gobierno desapareciendo el cargo de Primer ministro. En su lugar se creó el cargo de vicepresidente.
 Autogobierno de Gambia 
- Pierre Sarr N'Jie (1909-1993) Ministro jefe (14 de marzo de 1961 - 12 de junio de 1962)
- Dawda Jawara (1924-) Primer ministro (12 de junio de 1962 - 18 de febrero de 1965)

Reino de la Mancomunidad de Gambia
- Dawda Jawara (1924-) Primer ministro (18 de febrero de 1965 - 24 de abril de 1970)

## Historia
Desde su creación el puesto estuvo controlado por el Partido Progresista Popular del presidente Dawda Jawara. El 22 de julio de 1994 un grupo de soldados liderados por Yahya Jammeh, dio un golpe de Estado y tomó el poder. El puesto quedó vacante entre 1994 y 1997 cuando el presidente Jammeh restituyó el cargo en la figura de la primera mujer en ocupar dicho cargo, Isatou Njie-Saidy.
La vicepresidencia de Njie-Saidy se mantuvo hasta el derrocamiento del presidente Jammeh el 19 de enero de 2017, un día antes la vicepresidenta dimitió ante la grave crisis motivaba por la negativa del presidente a abandonar el poder tras su derrota electoral. 

## Mandato
El vicepresidente es designado por el presidente y no debe ser miembro de la Asamblea Nacional (artículo 70, punto 3 y 4). El mandato del vicepresidente concluye en los siguientes casos recogidos en la constitución nacional:
- Destituido por el presidente.
- Fallecimiento o renuncia.
- Incapacidad física, mental o mala conducta.
- No superar un voto de censura de la Asamblea Nacional (artículo 75).

En estos tres casos el presidente podrá nombrar un nuevo vicepresidente. La vicepresidencia también quedará vacante en caso de que este deba sustituir al presidente.

## Poderes
El Vicepresidente es el principal asistente del Presidente y sobre él descarga el jefe del Estado ciertos poderes ejecutivos (artículo 70). El vicepresidente, además del Presidente y los secretarios de estado, forman el gabinete de Gobierno (artículo 73) que es el encargado de dirigir la política del gobierno (artículo 72). 
El Vicepresidente y el gabinete son responsables ante el presidente y colectivamente ante la Asamblea Nacional (artículo 74). El vicepresidente también es miembro del Consejo de Seguridad Nacional (artículo 78).

## Lista de Vicepresidentes (1970-)
| Espectro político |
| --- |
| Partido Progresista Popular Alianza para la Reorientación y la Construcción Patriótica Partido Democrático Unificado |

- muerto en el cargo (†)
- desposeído por un golpe de Estado (♠)

| Vicepresidente de la República                               | Vicepresidente de la República                               | Vicepresidente de la República                               | Inicio                                                       | Fin                                                          | Partido                                                      | Elecciones                  | Presidente | Presidente               | Presidente |
| ------------------------------------------------------------ | ------------------------------------------------------------ | ------------------------------------------------------------ | ------------------------------------------------------------ | ------------------------------------------------------------ | ------------------------------------------------------------ | --------------------------- | ---------- | ------------------------ | ---------- |
|                                                              |                                                              | Sheriff Mustapha Dibba (1938-2008)                           | 24 de abril de 1970                                          | 31 de marzo de 1972                                          | Partido Progresista Popular                                  | Designado por el presidente |            | Dawda Jawara (1970-1994) |            |
|                                                              |                                                              | Assan Musa Camara (1923-2013)                                | 31 de marzo de 1972                                          | 6 de abril de 1977                                           | Partido Progresista Popular                                  | Designado por el presidente |            | Dawda Jawara (1970-1994) |            |
|                                                              |                                                              | Alhajie Alieu Badara Njie (1904-1982)                        | 6 de abril de 1977                                           | 31 de julio de 1981                                          | Partido Progresista Popular                                  | Designado por el presidente |            | Dawda Jawara (1970-1994) |            |
|                                                              |                                                              | Assan Musa Camara (1923-2013)                                | 31 de julio de 1981                                          | 6 de mayo de 1982                                            | Partido Progresista Popular                                  | Designado por el presidente |            | Dawda Jawara (1970-1994) |            |
|                                                              |                                                              | Bakary Bunja Darbo (¿-?)                                     | 6 de mayo de 1982                                            | 1 de mayo de 1992                                            | Partido Progresista Popular                                  | Designado por el presidente |            | Dawda Jawara (1970-1994) |            |
|                                                              |                                                              | Saihou Sabally (¿-?)                                         | 1 de mayo de 1992                                            | 22 de julio de 1994 (♠)                                      | Partido Progresista Popular                                  | Designado por el presidente |            | Dawda Jawara (1970-1994) |            |
| Puesto vacante (22 de julio de 1994 - 20 de marzo de 1997)   | Puesto vacante (22 de julio de 1994 - 20 de marzo de 1997)   | Puesto vacante (22 de julio de 1994 - 20 de marzo de 1997)   | Puesto vacante (22 de julio de 1994 - 20 de marzo de 1997)   | Puesto vacante (22 de julio de 1994 - 20 de marzo de 1997)   | Puesto vacante (22 de julio de 1994 - 20 de marzo de 1997)   | Designada por el presidente |            | Yahya Jammeh (1994-2017) |            |
|                                                              |                                                              | Isatou Njie-Saidy (1952-)                                    | 20 de marzo de 1997                                          | 18 de enero de 2017                                          | Alianza para la Reorientación y la Construcción Patriótica   | Designada por el presidente |            | Yahya Jammeh (1994-2017) |            |
| Puesto vacante (18 de enero de 2017 - 22 de febrero de 2017) | Puesto vacante (18 de enero de 2017 - 22 de febrero de 2017) | Puesto vacante (18 de enero de 2017 - 22 de febrero de 2017) | Puesto vacante (18 de enero de 2017 - 22 de febrero de 2017) | Puesto vacante (18 de enero de 2017 - 22 de febrero de 2017) | Puesto vacante (18 de enero de 2017 - 22 de febrero de 2017) | Designada por el presidente |            | Adama Barrow (2017)      |            |
|                                                              |                                                              | Fatoumata Tambajang (1949-)                                  | 22 de febrero de 20178 de septiembre de 2017                 | 8 de septiembre de 201729 de junio de 2018                   | Partido Democrático Unificado                                | Designada por el presidente |            | Adama Barrow (2017)      |            |
| Ousainou Darboe (1948-)                                      | 22 de junio de 20188 de septiembre de 2019                   | Partido Democrático Unificado                                |                                                              |                                                              |                                                              |                             |            |                          |            |
| Isatou Touray (1955-)                                        | 15 de marzo de 2019                                          | Partido Democrático Unificado                                |                                                              |                                                              |                                                              |                             |            |                          |            |